# Ortilla
Ortilla es una localidad de la comarca Hoya de Huesca, que pertenece al municipio de Lupiñén-Ortilla, en la provincia de Huesca. Está situada en los llanos de la Sotonera. Su distancia a la ciudad de Huesca es de 24 km.

## Geografía humana

### Demografía
| Gráfica de evolución demográfica de Ortilla entre 1842 y 1970 |
| |
| Población de derecho según los censos de población del INE. Población de hecho según los censos de población del INE.Entre el Censo de 1857 y el anterior, crece el término del municipio porque incorpora a 225170 (Montmesa). Entre el Censo de 1981 y el anterior, este municipio desaparece porque se agrupa en el municipio 22905 (Lupiñen Ortilla). |

| 1970 | 2000 | 2001 | 2002 | 2003 | 2004 | 2005 | 2006 | 2007 | 2008 | 2009 | 2010 | 2011 | 2012 | 2013 | 2019 |
| ---- | ---- | ---- | ---- | ---- | ---- | ---- | ---- | ---- | ---- | ---- | ---- | ---- | ---- | ---- | ---- |
| 141  | 46   | 41   | 42   | 46   | 48   | 46   | 51   | 55   | 56   | 53   | 53   | 48   | 48   | 46   | 49   |

## Historia
- La primera mención es en 1118 (DURÁN, Colección diplomática de la catedral de Huesca, nº. 121).
- En el Siglo XVI era del rey (DURÁN, Geografía, p. 75).
- En el año 1610 era del rey (LABAÑA, p. 52).
- En 1845 se anexiona Montmesa.
- El 4 de marzo de 1929 se inauguró la estación de Ortilla-Marracos, con cierta controversia pues consideraban que la estación de Piedramorrera-Biscarrués quedaba más cerca de la población y se prestaba a confusión. La estación cerró al tráfico de viajeros en 1965 y en 1971 al de mercancías.
- 1970 - 1980 se fusiona con Lupiñén para formar el municipio de Lupiñén-Ortilla quedando la capitalidad en Lupiñén.

## Monumentos

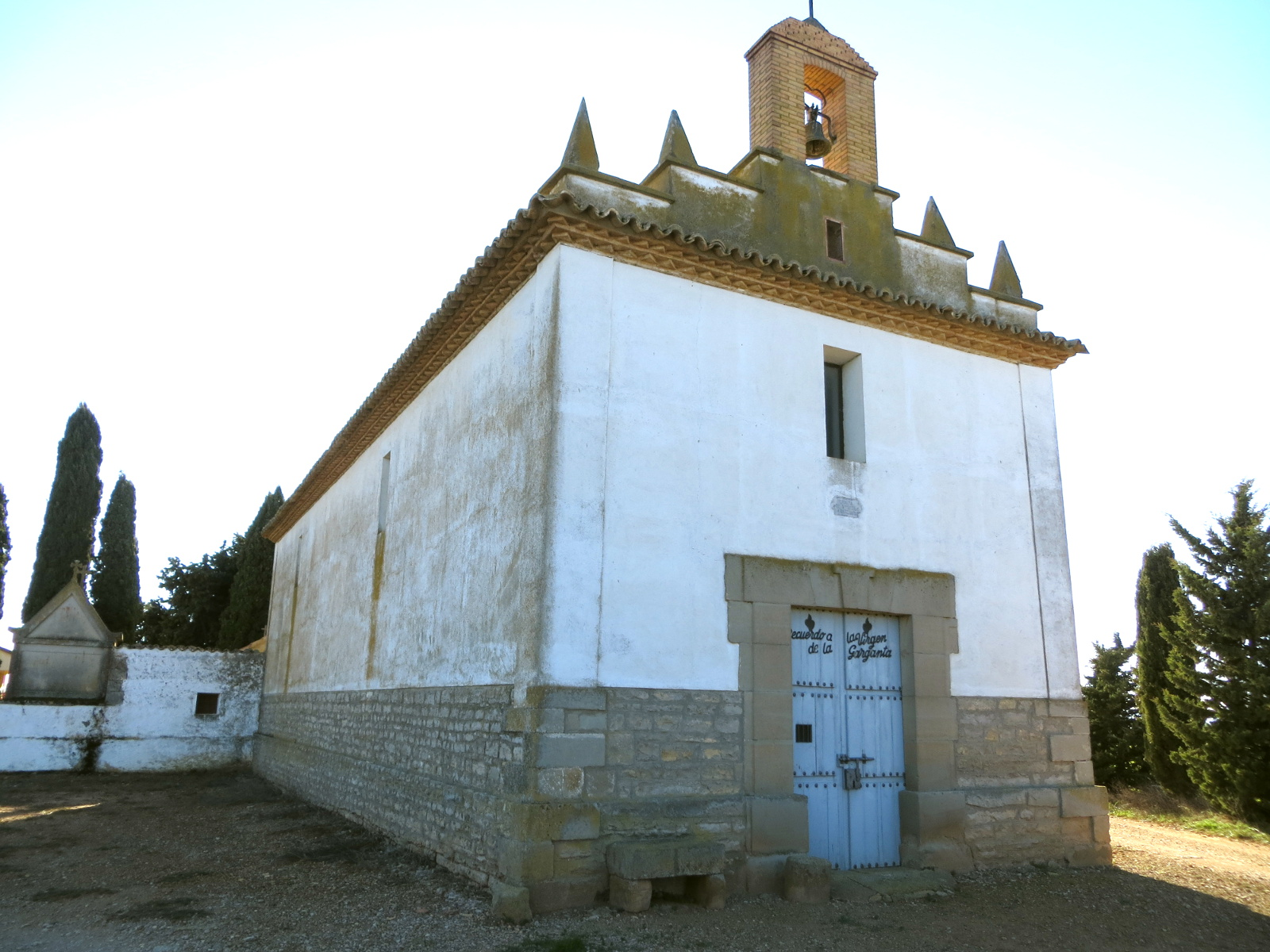
Ermita de Nra. Sra. de la Garganta

- Iglesia Parroquial dedicada a San Gil Abad, declarada Bien de Interés Local. Siglo XII-XIX.
- Frontón del siglo XVII.
- Ermita de Nuestra Señora de la Garganta.

## Visitar
- Escudos de armas: OTALES, CAVEROS, CASTROS, CEBRIAN, RUIZ DE CASTILLA...
- La casa del General Perena, que se distinguió en la Guerra de la Independencia.
- Interesantes bodegas excavadas en la ladera que ciñe el barranco.